# Ԙ
Ԙ, ԙ е буква от кирилицата. Обозначава гласната /jæ/. В миналото се е използвала в мокшанския език. В употреба е до 20-те години на XX век. Буквата представлява лигатура между кирилските Я и Е. В съвременната мокшанска азбука е заменена от буквите Э и Я.